# 諭吉
諭吉（ゆきち、1984年〈昭和59年〉8月18日 - ）は、日本のタレントである。
大阪府出身。よしもとクリエイティブ・エージェンシー所属。よしもと初のオニイ（元女性）タレント。
現在はLGBTの理解をもっと世間に広めるべく活動中。SECRET GUYZの元メンバーである。吉本坂46 オーディションファイナリスト。

## 人物
- 自身のことを両親に伝えたとき、父親が手を叩いて「この道で行け！」と言ったエピソードがある。
- 特技はバレーボール

## 略歴
2010年2月デビュー。
2010年2月23日初の著書『ぼく、長女です。』を発売。
2012年同じFtMのタレントの吉原シュート、池田タイキと共にSECRET GUYZを結成。
2013年7月SECRET GUYZとしてCDデビュー。
2018年2月12日 SECRET GUYZ解散。
2018年8月 吉本坂46オーディションファイナリストとなる。
2018年10月GRAMMY TOKYO 6th Anniversary Halloween Partyにて司会を務める。

## イベント
- S&Y　vol.1　〜はじまりの（吉）〜（2018年5月13日、原宿ストロボカフェ）
- S&Y　vol.2　〜まんなかの（吉）W生誕祭〜（2018年9月9日、KIWA TENNOZ）
- 第2回　グッド・エイジング・エールズ 春の大運動会（2018年4月29日、代々木公園陸上競技場）[3]
- ファッションポジウム―男女の垣根を越えたファッションの未来を考えるシンポジウム―（2018年6月3日、東京大学　大講堂（安田講堂））[4]
- GRAMMY TOKYO 6th Anniversary Halloween Party（2018年10月27日、DAIA）

## 出演

### 舞台
- ダブルブッキング(2010年2月、神保町花月)
- 男おいらん（2014年3月・5月、笹塚ファクトリー ほか）

- 舞台：ぱんきす！3次元（2015年8月、新宿アルタスタジオ）
- 芸劇＋トーク　朗読「東京」（2016年2月、東京芸術劇場　シアターイースト）

### テレビドラマ
- 「SECRET GUYZ主演連続ミニドラマ『弱い男』」（2014年12月8日 - 2015年3月9日、BS11）

### 映画
- やどり（2019年）

### バラエティ
- 恵比寿ケチャッピュ（2013年4月8日 - 9月9日、TOKYO MX）SECRET GUYZとしてレギュラー出演

### PV
- WAZZ UP「Be My Love」（2013年3月）